# Serviès-en-Val
Serviès-en-Val – miejscowość i gmina we Francji, w regionie Oksytania, w departamencie Aude.
Według danych na rok 1990 gminę zamieszkiwało 245 osób, a gęstość zaludnienia wynosiła 38 osób/km² (wśród 1545 gmin Langwedocji-Roussillon Serviès-en-Val plasuje się na 671. miejscu pod względem liczby ludności, natomiast pod względem powierzchni na miejscu 936.).

## Zabytki
Zabytki w miejscowości posiadające status monument historique:
- zamek w Serviès-en-Val (château de Serviès-en-Val)
- croix de chemin